# Chaleur humaine
Albums de Christine and the Queens
Chris
(2018)
Singles
1. Saint Claude
Sortie : 14 avril 2014
2. Christine / Titled
Sortie : 13 octobre 2014
3. IT
Sortie : 2014
4. Nuit 17 À 52
Sortie : 2015
5. No Harm Is Done
Sortie : 2015
6. Paradis perdus
Sortie : juin 2015
7. Here (feat. Booba)
Sortie : 2016

Chaleur humaine est le premier album studio de Christine and the Queens, sorti en juin 2014. Il a été entièrement écrit, composé, arrangé et produit par la chanteuse. Aux États-Unis, Chaleur humaine est sorti sous la forme d'une réédition intitulée Christine and the Queens.

## Genèse
Plusieurs des chansons de l'album ont été publiées sur des EP précédemment parus : It sur Miséricorde (2011), Narcissus Is Back sur Mac Abbey (2012), ainsi que Nuit 17 à 52 sur Nuit 17 à 52 (2013). Christine est par ailleurs une version chantée en français de Cripple, originellement parue sur Mac Abbey (2012).
Le premier single de l'album Saint-Claude est sorti le 14 avril 2014. Ce single précède un second, Christine, sorti en novembre 2014. En juin 2015, sort Paradis perdus en tant que troisième single.

## Caractéristiques de l'album

### Écriture et réalisation des chansons
Le titre Saint Claude est inspiré d'un fait réel. Un jour, dans le bus, la chanteuse voit un homme tatoué qui subit des reproches. Elle décide alors de descendre du bus et se retrouve à la station Saint Claude qui donne ainsi son nom à la chanson et lui vient alors l'idée du texte.
Christine and the Queens revisite le titre Paradis perdus de Christophe (paroles de Jean-Michel Jarre) en y intégrant des paroles du titre Heartless de Kanye West. Dans Ugly Pretty, elle aborde la beauté de la laideur, un thème cher à une de ses influences, Klaus Nomi. Elle parle aussi de la souffrance après une rupture amoureuse dans Nuit 17 à 52. La majorité des titres sont interprétés à moitié en français et à moitié en anglais. On peut entendre quelques passages en italien dans Science-Fiction. Seule la chanson éponyme de l'album est interprétée entièrement en français.

### Pochette et artwork
La pochette représente Christine assise sur un cube blanc, le regard mélancolique, un bouquet de fleurs à la main, le tout sur un fond bleu foncé. La pochette peut faire penser à un premier rendez-vous amoureux, métaphore du fait qu'il s'agit là du premier album de la chanteuse.

## Accueil

### Accueil critique
La rédactrice Géraldine Sarratia évoque pour Les Inrocks que l'album est « audacieux » et « captivant ». Elle remarque des inspirations R&B contemporaines et des compositions plus littéraires. Enfin, elle accorde l'excellente note de 4,5 / 5 à Chaleur Humaine.

### Accueil commercial
L'album s'est vendu à 850 000 exemplaires en France, et est certifié disque de diamant. Il atteint en 2018 220 000 unités au Royaume-Uni. Dans le monde, il s'est vendu à 1 300 000 unités.

## Liste de titres
| 1.  | It                | 3:38 |
| 2.  | Saint Claude      | 3:59 |
| 3.  | Christine         | 3:54 |
| 4.  | Science Fiction   | 3:39 |
| 5.  | Paradis perdus    | 3:35 |
| 6.  | Half Ladies       | 4:18 |
| 7.  | Chaleur humaine   | 3:57 |
| 8.  | Narcissus Is Back | 3:28 |
| 9.  | Ugly-Pretty       | 3:25 |
| 10. | Nuit 17 à 52      | 4:22 |
| 11. | Here              | 4:27 |

| 12. | No Harm Is Done Feat Tunji Ige | 3:32 |
| 13. | Intranquillité                 | 3:15 |
| 14. | Amazoniaque                    | 3:42 |
| 15. | Safe And Holy                  | 4:09 |
| 16. | Jonathan Feat. Perfume Genius  | 3:25 |

Toutes les chansons sont écrites et composées par Christine and the Queens, sauf No Harm Is Done, écrite par Héloise Letissier, Noah Breakfast, Tunji Ige et Paradis perdus, écrite par Jean-Michel Jarre et composée par Christophe.
| 1.  | It                                | 3:38 |
| 2.  | Saint Claude                      | 4:01 |
| 3.  | Tilted                            | 3:53 |
| 4.  | No Harm Is Done (feat. Tunji Ige) | 3:30 |
| 5.  | Science Fiction                   | 3:38 |
| 6.  | Paradis perdus                    | 3:35 |
| 7.  | Half Ladies                       | 4:18 |
| 8.  | Jonathan (feat. Perfume Genius)   | 3:24 |
| 9.  | Narcissus Is Back                 | 3:28 |
| 10. | Safe and Holy                     | 3:28 |
| 11. | Night 52                          | 4:21 |
| 12. | Here                              | 4:27 |

## Classements et certifications

### Classements hebdomadaires

#### Chaleur humaine
| Classement (2014-16)                            | Meilleure position |
| ----------------------------------------------- | ------------------ |
| Belgique (Flandre Ultratop)                     | 5                  |
| Belgique (Wallonie Ultratop)                    | 1                  |
| Écosse (Official Charts Company)                | 2                  |
| France (SNEP)                                   | 2                  |
| Irlande (IRMA)                                  | 1                  |
| Irlande (Independent Albums)                    | 1                  |
| Pays-Bas (Mega Album Top 100)                   | 25                 |
| Royaume-Uni (UK Albums Chart)                   | 2                  |
| Royaume-Uni (Independent Albums Chart)          | 1                  |
| Royaume-Uni (Independent Albums Breakers Chart) | 2                  |
| Royaume-Uni (Sales Albums Chart)                | 2                  |
| Royaume-Uni (Physical Albums Chart)             | 4                  |
| Royaume-Uni (Update Albums Chart)               | 3                  |
| Royaume-Uni (Downloads Albums Chart)            | 3                  |
| Royaume-Uni (Streaming Albums Chart)            | 28                 |
| Suisse (Schweizer Hitparade)                    | 7                  |

#### Christine and the Queens
| Classement (2016)               | Meilleure position |
| ------------------------------- | ------------------ |
| Australie (ARIA)                | 8                  |
| États-Unis (Heatseekers Albums) | 7                  |
| États-Unis (Top Rock Albums)    | 48                 |
| Nouvelle-Zélande (RIANZ)        | 8                  |

### Certification
| Région                                                                                                 | Certification | Ventes/Streams |
| --- | ------------- | -------------- |
| France (SNEP)                                                                                          | Diamant       | 500 000        |
| Royaume-Uni (BPI)                                                                                      | Or            | 250 000        |
| Suisse (IFPI)                                                                                          | Platine       | 15 000         |
| *Ventes selon la certification ^Mise en rayon selon la certification xNon précisé par la certification |               |                |